# Święta państwowe na Ukrainie

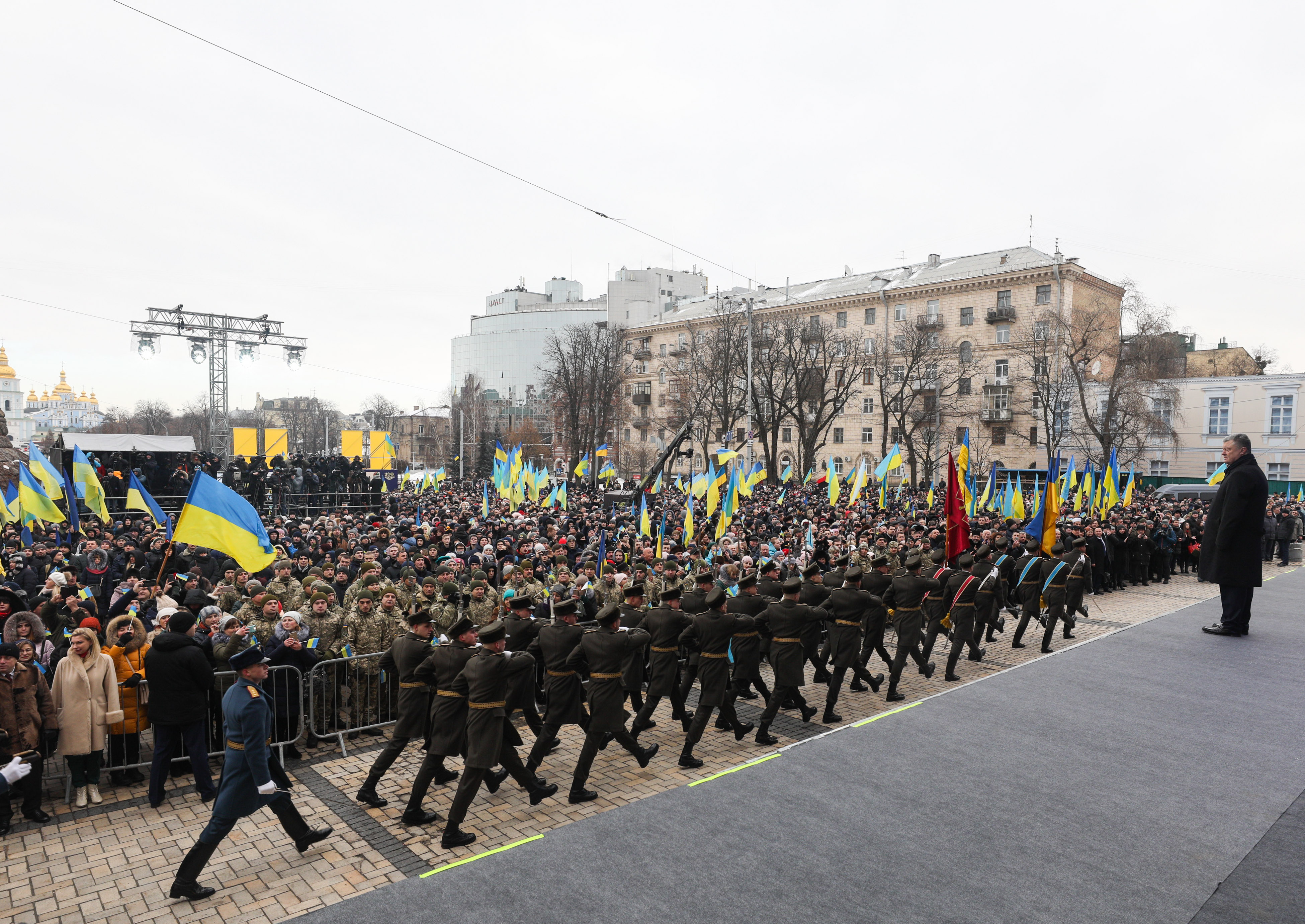
Wydarzenie z okazji Dnia Jedności Ukrainy, 2019

Dni ustawowo wolne od pracy na Ukrainie są oficjalnie ustanowionymi dniami wolnymi od pracy, dniami wolnymi od pracy i dniami pamięci na Ukrainie. Spośród wszystkich świąt i dni pamięci na Ukrainie, zgodnie z art. 73 Kodeksu pracy Ukrainy zatwierdzonego przez Radę Najwyższą Ukrainy, od 20 lipca 2023 r. 11 dni w roku ma oficjalny status dni wolnych od pracy.

## Aktualny wykaz świąt państwowych[1]
- 1 stycznia – Nowy Rok (ukr. Новий рік);
- 8 marca – Międzynarodowy Dzień Kobiet (ukr. Міжнародний жіночий день);
- ruchome – Wielkanoc (Kalendarz nowojuliański) (ukr. Великдень);
- 1 maja – Święto Pracy (ukr. День праці);
- 8 maja – Dzień Zwycięstwa nad Nazizmem w II Wojnie Światowej (ukr. День пам’яті та перемоги над нацизмом у Другій світовій війні 1939 – 1945 років);
- ruchome – Zesłanie Ducha Świętego (Kalendarz nowojuliański) (ukr. Трійця);
- 28 czerwca – Dzień Konstytucji Ukrainy (ukr. День Конституції України);
- 15 lipca[2] – Dzień Ukraińskiej Państwowości (ukr. День Української Державності);
- 24 sierpnia – Dzień Niepodległości Ukrainy (ukr. День Незалежності України);
- 1 października[2] – Dzień Obrońców i Obrończyń Ukrainy (ukr. День захисників і захисниць України);
- 25 grudnia – Boże Narodzenie (ukr. Різдво Христове).

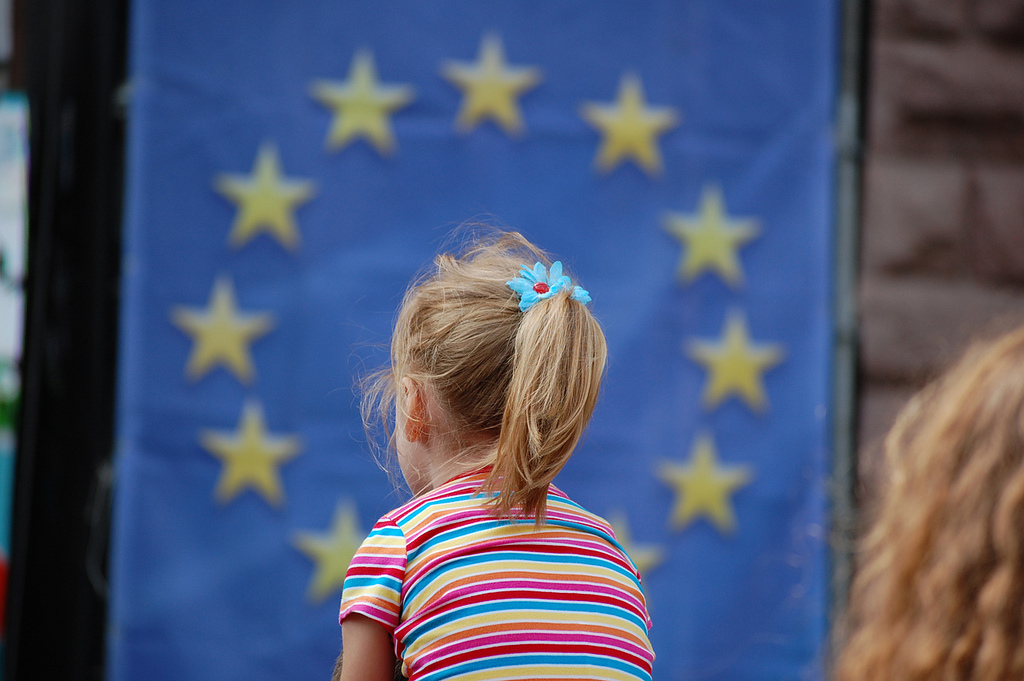
Obchody Dnia Europy na Chreszczatyku, Kijów, 19 maja 2012 r.

Gdy święto państwowe wypada w weekend (np. sobota lub niedziela), kolejny dzień roboczy (np. poniedziałek) również staje się dniem wolnym od pracy.
Jeżeli między świętem państwowym a innym dniem wolnym od pracy jest tylko jeden lub tylko dwa dni robocze, to Gabinet Ministrów Ukrainy zwykle wydaje zalecenie, aby uniknąć tej luki, przesuwając te dni robocze na określoną sobotę (czyli mieć nieprzerwane wakacje, ale aby to zrekompensować pracą w innym dniu, który byłby dniem wolnym). Zwykle takie zalecenia dotyczą tylko tych pracowników, których tygodniowe dni wolne to sobota i niedziela.
Zanim Kościół Prawosławny Ukrainy i Kościół katolicki obrządku bizantyjsko-ukraińskiego we wrześniu 2023 roku przeszły na kalendarz nowojuliański, wszystkie święta religijne obchodzono według kalendarza juliańskiego, od tego czasu Boże Narodzenie oficjalnie obchodzone jest 25 grudnia.
Od 2017 do 2022 roku Boże Narodzenie obchodzono na Ukrainie w 2 różne dni, 7 stycznia (data święta według kalendarza juliańskiego) i 25 grudnia (data święta według kalendarza gregoriańskiego i poprawionego kalendarza juliańskiego). Od 2023 roku Boże Narodzenie jest oficjalnie obchodzone na Ukrainie jedynie 25 grudnia.

## Inne święta
- 22 stycznia – Dzień Jedności Ukrainy

- 9 maja – Dzień Europy

- 23 sierpnia – Dzień Flagi Narodowej Ukrainy

- 21 listopada – Dzień Godności i Wolności